# Melnyky (Tscherkassy, Medwediwka)
Melnyky (ukrainisch Мельники, russisch Мельники Melniki) ist ein Dorf in der ukrainischen Oblast Tscherkassy mit etwa 900 Einwohnern (2007). 

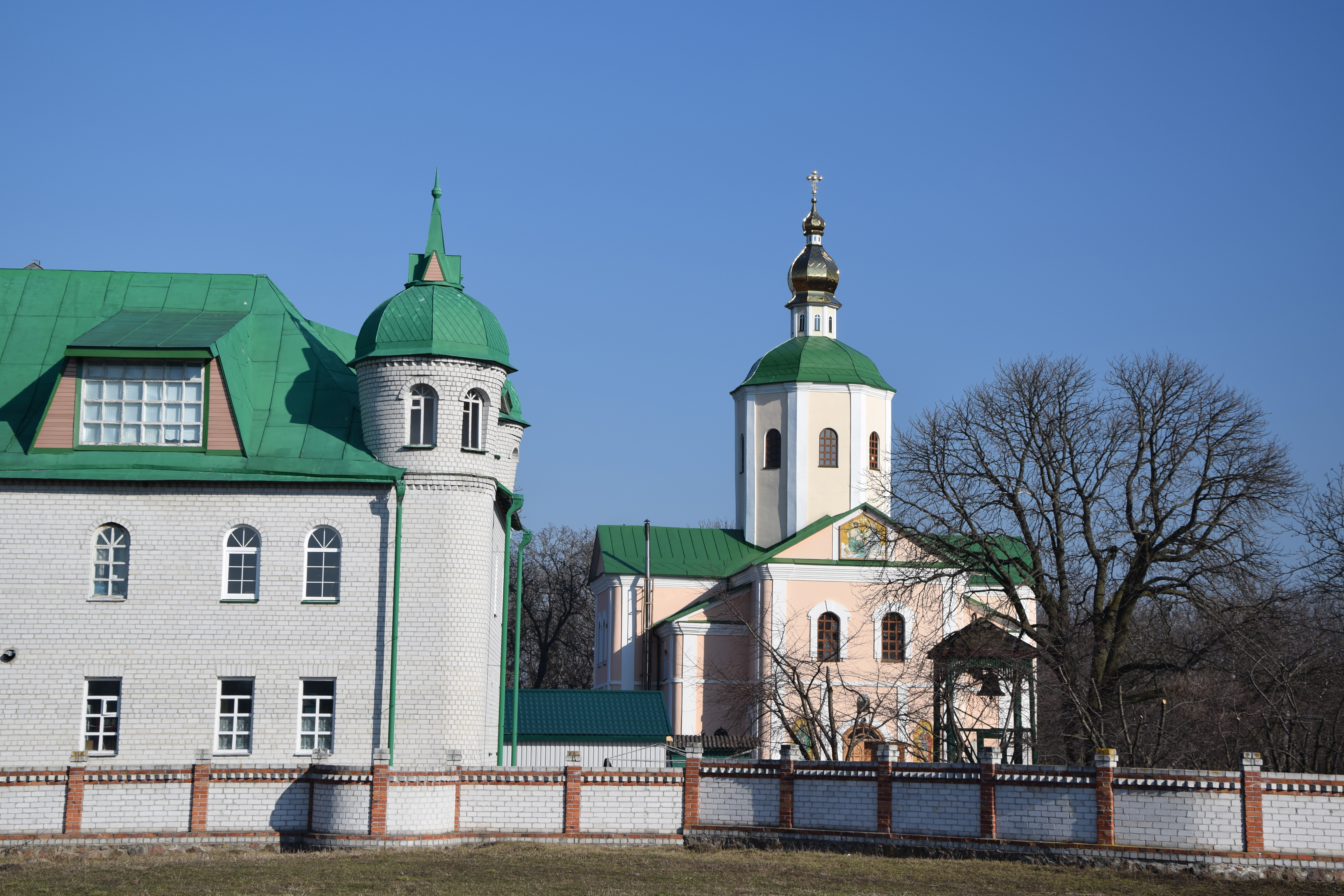
Das Motroninski-Kloster

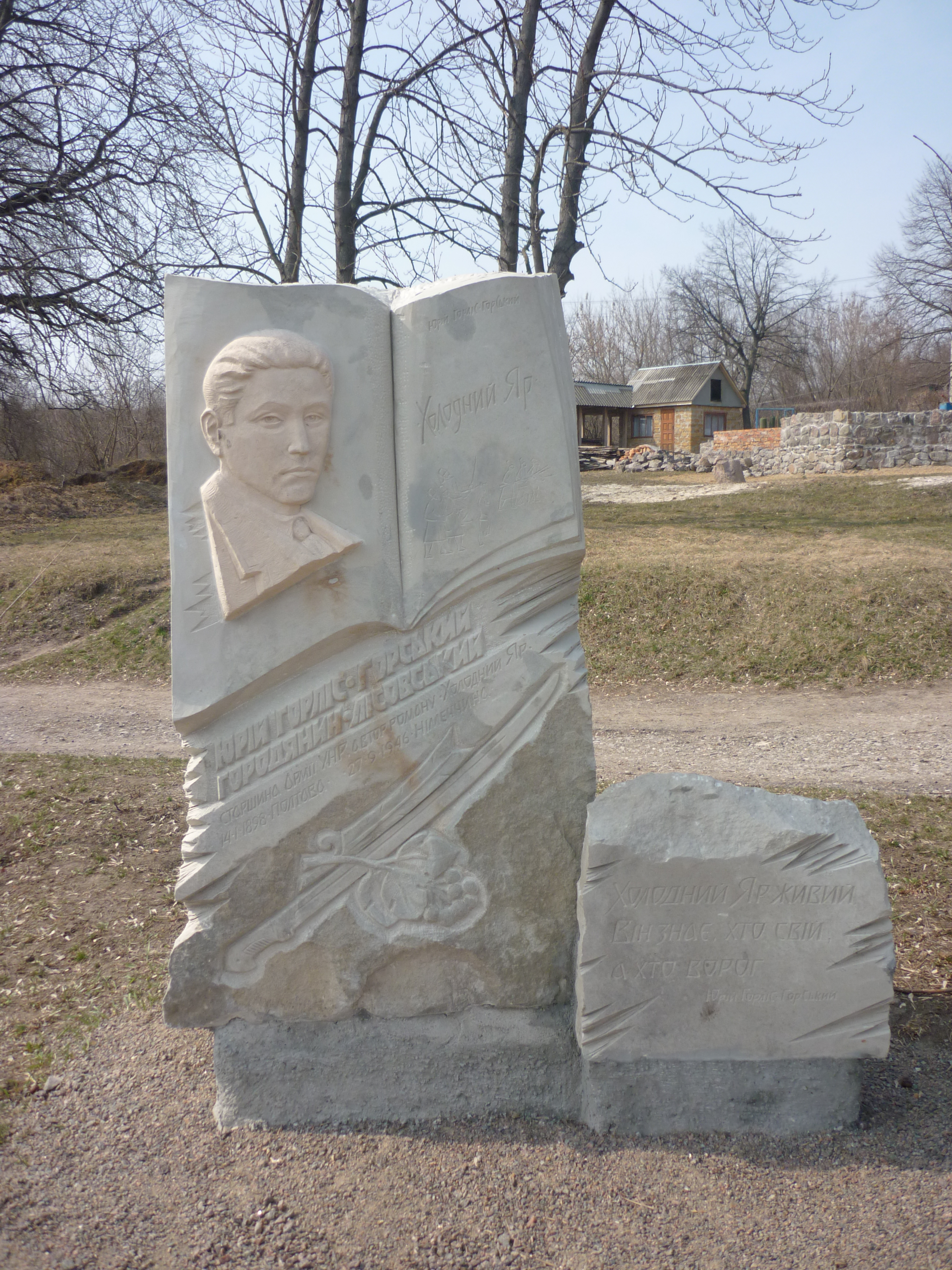
Denkmal für Jurij Horlis-Horskyj

Das erstmals 1629 schriftlich erwähnte Dorf liegt am Rand des Waldes Cholodnyj Jar (Холодний Яр) sowie am Ufer der Medwedka (Медведка), einem 14 km langen, rechten Nebenfluss des Tjasmyn.
Im Norden grenzt das Dorf an Samjatnyzja (Зам'ятниця), im Osten an Medwediwka und im Süden an Holowkiwka und Buda.
Am 12. Juni 2020 wurde das Dorf ein Teil der Landgemeinde Medwediwka, bis dahin bildete es zusammen mit der Ansiedlung Buda die Landratsgemeinde Melnyky (Мельниківська сільська рада/Melnykiwska silska rada) im Westen des Rajons Tschyhyryn.
Am 17. Juli 2020 kam es im Zuge einer großen Rajonsreform zum Anschluss des Rajonsgebietes an den Rajon Tscherkassy.

## Geschichte
Die Umgebung von Melnyky ist seit der Antike bewohnt. Eine Siedlung aus der Bronzezeit, die Motroninski-Festung genannt wurde, sowie früh-skythische Grabhügel wurden hier entdeckt.
Auf dem Gebiet der Siedlung wurde im 11. Jahrhundert, vor dem mongolisch-tatarischen Einfall, das berühmte Motroninski-Kloster errichtet, das gleichzeitig als Festung diente. Später wurde das Kloster mehrmals zerstört. Die Dorfbewohner bauten es jedes Mal neu auf (das letzte Mal 1568).
Das Dorf war während der nationalen ukrainischen Revolution Anfang der 1920er Jahre das Zentrum der selbst ausgerufenen Republik Cholodnyj Jar (Холодноярська республіка Cholodnojarskaja respublyka). Am 9. Oktober 2010 wurde dem Offizier und Schriftsteller des Romans Cholodnyj Jar Jurij Horlis-Horskyj im Dorf ein Denkmal errichtet.